# Manu Garba
Manu Garba (sinh ngày 31 tháng 12 năm 1965) là một huấn luyện viên bóng đá người Nigeria.
Vào tháng 11 năm 2013, ông giành chức vô địch Giải vô địch bóng đá U-17 thế giới.
Vào tháng 3 năm 2015, ông giành chức vô địch Giải vô địch bóng đá U-20 châu Phi 2015.